# Осорно
Осо́рно (исп. Osorno) — город в Чили. Административный центр одноимённой коммуны и провинции Осорно. Население — 132 245 человек (2002). Город и коммуна входят в состав провинции Осорно и области Лос-Лагос.
Территория коммуны — 951,3 км². Численность населения — 157 659 жителей (2007). Плотность населения — 165,73 чел./км².

## История
Город был основан в 1558 году. Разрушен в результате восстания Мапуче 1598—1604 гг. Население было вывезено на о. Чилоэ в марте 1604 года. В ходе умиротворение Араукании, в 1792 году на месте остатков поселения вновь возводится населённый пункт и укрепления.

## Расположение
Город расположен в 101 км на север от административного центра области города Пуэрто-Монт на берегу реки Рауэ при впадении в неё реки Дамас.
Коммуна граничит:
- на севере — c коммуной Сан-Пабло
- на востоке — с коммуной Пуеуэ
- на юге — c коммунами Рио-Негро, Пуэрто-Октай
- на западе — c коммуной Сан-Хуан-де-ла-Коста

## Демография
Согласно сведениям, собранным в ходе переписи Национальным институтом статистики,  население коммуны составляет 157 659 человек, из которых 77 296 мужчин и 80 363 женщины.
Население коммуны составляет 19,84 % от общей численности населения области Лос-Лагос. 9,91 %  относится к сельскому населению и 90,09 % — городское население.

## Достопримечательности
Дом Холльштайна ― историческое здание, построенное немецкими переселенцами и объявленное 8 августа 1999 года национальным памятником Чили (Декрет о защите исторических памятников № 261).